# اولگیت

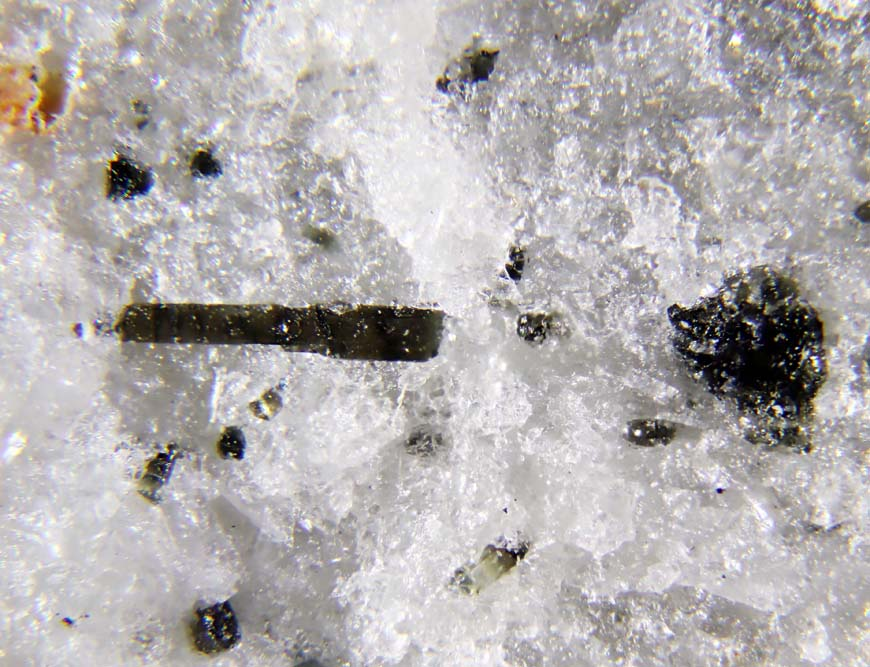
بلورهای سبز بسیار تیره از کانی فسفات کمیاب اولگیت از نوع محلی در کولا (کوه کارناسورت، توده لووزرو، استان مورمانسک، فدراسیون روسیه)

اولگیت (Olgite) یک سری کانی فسفاتی رنگ سبز آبی کمیاب است که بلورهای منشوری میکروسکوپی را تشکیل می‌دهد که ساختاری سه‌گوشه دارند. فرمول شیمیایی آن 
. است.
اولگیت به عنوان یک نام معدنی در سال ۲۰۰۸ توسط انجمن بین‌المللی کانی‌شناسی بی‌اعتبار شد و اکنون نام سری باریو-اولگیت و استرونتیو-اولگیت (کانی فرضی) است. این ماده معدنی به افتخار کانی‌شناس روسی اولگا انیسیمونه-وروبیووا (۱۹۰۲–۱۹۷۴) نام‌گذاری شد.